# الشحمة
الشحمة، هي قرية من فئة (ب) تقع في محافظة المجمعة، والتابعة لمنطقة الرياض في السعودية. وتبعد الشحمة عن محافظة المجمعة بمسافة تقارب (80) كم.